# ОШ „Душан Јерковић” Рума
ОШ „Душан Јерковић” је једна од градских школа у Руми, основана је 8. септембра 1950. године општом реорганизацијом школа на територији града, као Осмолетка бр. 8. Од 1953. године школа узима име народног хероја Душана Јерковића, а дан његове погибије на Кадињачи (28. новембар) прослављало се као Дан школе. Од школске 2005/06. Дан школе се прославља у последњој недељи марта, када је Душан Јерковић добио свој први учитељски посао.

## Историјат школе
Школа је од оснивања смештена у згради која је подигнута  1924. године за потребе гимназије. У првој школској 1950/51. години наставу је похађало 747 ученика, а у једном разреду настава је извођена на мађарском језику. Од школске 1952/53. године од ђачких прилога и из буџета саме школе формира се ученичка библиотека, а од наредне и драмска секција.
Временом организација васпитно-образовног рада од оснивања школе до данас се мењала са циљем побољшања квалитета и услова образовања. Такође, од 1972. године у школи су рађене адаптације, санације фасаде, уређења дворишта и набавка савременог и функционалног намештаја и учила.
Ученици учествују на такмичењима свих нивоа и раде у секцијама. Још 1963/64. покренут је часопис „Светлост из ђачке клупе”, од школске 2005/06. излази први број школског листа „Сад или никад”, а од 2000. на иницијативу Стручне службе школе, у циљу интеграције рада секција и већег ангажовања и укључивања ученика у живот школе покренут је Ученички клуб. Захваљујући раду ученичког клуба у јуну 2000. године изашао је први број листа „Растилиште”. Од 1998/99. у нашој школи одржава се сваке године традиционално такмичење соло певача „Никола Цвејић”.

## Школа данас
Школа остварује добру сарадњу са институцијама града: Културним центром, Завичајним музејом, Музичком школом, Црвеним крстом, Савезом извиђача, Центром за социјални рад, Домом здравља, Градском библиотеком, где ученици припремају пригодан програма, а учествују и у различитим манифестацијама. 